# Hung Hei Gung
Hung Hei Gung (kinesiska: 洪熙; pinyin: Hóng Xī; kantonesiska: Hung Hei), född 1745 i Huadu, död 1825, var en kinesisk munk och rebell som anses vara grundaren av stridskonsten Hung Gar (Hong Jia 洪家).

## Härstamning
Hungs ursprungliga familjenamn var Jyu (Zhu 朱), detsamma som Mingdynastins kejsarfamilj. Av denna anledning har det gjorts gällande att Hung skulle vara ättling till Mingdynastins siste kejsare, Chongzhen-kejsaren, via en prins som överlevt machuriernas maktövertagande. Det är oklart om det finns några belägg för denna teori utöver familjenamnet.

## Ungdom
Hung föddes i Guangdong under Qianlong-perioden i mitten av Qingdynastin. Han tillhörde de Han-kineser som inte accepterade manchuernas herravälde över Kina utan betraktade dem som förtryckande utländska barbarer.
Hung arbetade ursprungligen som resande teförsäljare, men kom en dag i bråk med en grupp manchuer och blev därmed en eftersökt man. Han flydde till det söda Shaolin-templet i Fujian, som trots fasaden som buddhistiskt kloster i verkligheten fungerade som bas för hankinesiska rebeller.
För att dölja sin identitet ändrade han sitt familjenamn från Zhu till Hung (Hong 洪), ett tecken han hämtade från Hongwu-kejsaren, grundaren av Mingdynastin.

## I Shaolin
I Shaolin började Hung träna stridskonst under abboten Gee Sin Sim See (Zhi Shan Chanshi 至善禅师, eg. "Zenmästaren Zhishan"), som var specialist på Shaolins tigerstil. Hans karaktär och fysik passade tigerstilen perfekt och snart var han abboten Gee Sins främste lärjunge. Från Gee Sin lärde sig Hung Hei Gung den kända Gung Gee Fook Fu Kuen (Gong zi fu hu quan 工字伏虎拳), som på den tiden var känd som Siu Lum Fook Fu Kuen (Shaolin fu hu quan 少林伏虎拳). Man tror dock att Hung vidareutvecklade Gung Gee Fook Fu Kuen och han ses ofta som skaparen till formen. 
Qingregeringen var väl medveten om vad som hände i templet och kände sig hotad av dess aktiviteter. De planerade en fullskalig attack på Shaolin och sände kejserliga trupper för att förstöra templet och döda alla munkarna och rebellerna. Munkarna var underlägsna i antal och hade inte en chans mot armén, Shaolin-templet brändes ner till grunden.

## Efter Shaolin
Hung Hei Gung, Gee Sin Sim See och Luk Ah Choi, samt några fler lyckades överleva attacken och flydde till de södra delarna av Kina. Dessa män svor att sprida arten Shaolin kung fu och att slåss för att ”störta Qing och återställa Ming”. Enligt vissa källor gömde sig Hung Hei Gung, Gee Sim och några fler i ”Hung Sheun” (hong chuan 红船) eller röda båtar, som tillhörde kinesiska operasällskap som reste över hela Kina och uppförde pjäser. 
Under sina resor mötte Hung sin blivande hustru, Fong Wing Chun (som inte ska förväxlas med Yim Wing Chun, Wingchun-stilens grundare). Fong Wing Chun var expert på transtilen och vissa tror att hon var systerdotter till den legendariska Fong Sai Yuk, medan andra säger att hon var hans dotter. I vilket fall är det säkert att Hung lärde sig sin hustrus stil. Han kombinerade tranans mjuka och flytande tekniker med de rättframma och kraftfulla tiger rörelser från Siu Lum-templet för att skapa den kända tiger- och tranformen Hung Gar. 
Vissa källor påstår att Fong Wing Chun var Hung Hei Gungs andra hustru. Hans första äktenskap var med en kvinna som hette Liu Ying Cheun, som dog tidigt. Han gifte sig senare med Fong Wing Chun. Det sägs också att Hung Hei Gung hade en son vid namn Hung Man Ting. 
Kung Fu-träning var förbjuden av manchurerna, så Hung Hei Gung lärde ut sin art i hemlighet i det stora Buddha-templet i Guangzhou. När förbudet upphörde började han instruera öppet och grundade en skola i staden Fa (Hua 花) i Guangdong. Han kallade sin stil Hung Gar Kuen (familjen Hungs teknik), mest för att dölja dess ursprung i Shaolin kung fu för manchurerna. Under sin livstid blev Hung Hei Gung kände som en av de bästa utövarna i sin tid. Hans Kung Fu och skicklighet i strid var så välkända att han blev känd som ”Den Södra handen”. Det står i officiella skrivelser från Fujian att Hung dödade en man med ett enda slag. 
Hung Hei Gung dog vid ungefär nittio års ålder och det sägs att hans grav fortfarande är bevarad och kan beskådas i staden Fa.